# Мурати
Мурати су насељено мјесто у општини Козарска Дубица, Република Српска, БиХ. Према попису становништва из 1991. у насељу је живјело 217 становника.

## Историја
У вријеме Другог свјетског рата, усташе су на Петровдан 1942. дошле у Мурате и заробиле четрнаесточлану српску породицу Каурин и одвели је у усташки логор Јасеновац. Од четрнаест чланова породице, деветеро је убијено у Јасеновцу а петоро је преживјело ван логора.
У срезу Босанска Дубица „вршена су силовања над младим девојкама као и над недораслом децом“.
У селу Муратима истог среза „дефлорисали су девојчице од 14 до 16 година“.

## Култура
У насељу је режисер Симо Брдар 2006. снимио документарни филм „Сунце и жица“.

## Становништво
| Националност       | 1991. | 1981. | 1971. | 1961. |
| Срби               | 216   | 177   | 192   | 174   |
| Југословени        |       | 4     |       |       |
| Хрвати             | 1     |       |       |       |
| остали и непознато |       | 5     | 1     | 1     |
| Укупно             | 217   | 186   | 193   | 175   |

| Демографија | Демографија | Демографија |
| Година      | Становника  | Становника  |
| ----------- | ----------- | ----------- |
| 1948.       | 200         |             |
| 1953.       | 193         |             |
| 1961.       | 175         |             |
| 1971.       | 193         |             |
| 1981.       | 186         |             |
| 1991.       | 217         |             |

### Презимена
- Каурин, Србин[1]